# Золотой экран
Золотой экран (нем. die Goldene Leinwand) — немецкая кинопремия, учреждённая HDF (нем. Hauptverband Deutscher Filmtheater e.V., дословно: Национальный союз немецких кинотеатров) и журналом Filmecho/Filmwoche в 1964 году. Как и статус музыкальных произведений, присуждается на основе данных продаж.

## Категории
- Goldene Leinwand (Золотой экран) — за 3 миллиона проданных билетов за 18 месяцев
- Goldene Leinwand mit Stern (Золотой экран со звездой) — за 6 миллионов проданных билетов за 18 месяцев
- Goldene Leinwand mit 2 Sternen (Золотой экран с двумя звёздами) — за 9 миллионов проданных билетов за 18 месяцев
- Goldene Leinwand mit 3 Sternen (Золотой экран с тремя звёздами) — за 12 миллионов проданных билетов за 18 месяцев
- Goldene Leinwand Sonderausgaben (Золотой экран особые расходы) — за 15 или 18 миллионов проданных билетов за 18 месяцев
- Goldene Leinwand mit Stern und Brillanten (Золотой экран со звездой и бриллиантами) — за серию фильмов с общим сюжетом (не менее 6), на которые в сумме было продано более 30 миллионов билетов
- Goldene Leinwand für besondere Verdienste (Золотой экран за особые заслуги)
- Goldene Leinwand Pin

## Победители
- Goldene Leinwand Sonderausgaben получил только «Титаник».
- Золотой экран со звездой и бриллиантами получили «Бондиана», «Звёздные войны» и «Гарри Поттер».